# Verdrag van Wenen inzake verkeerstekens

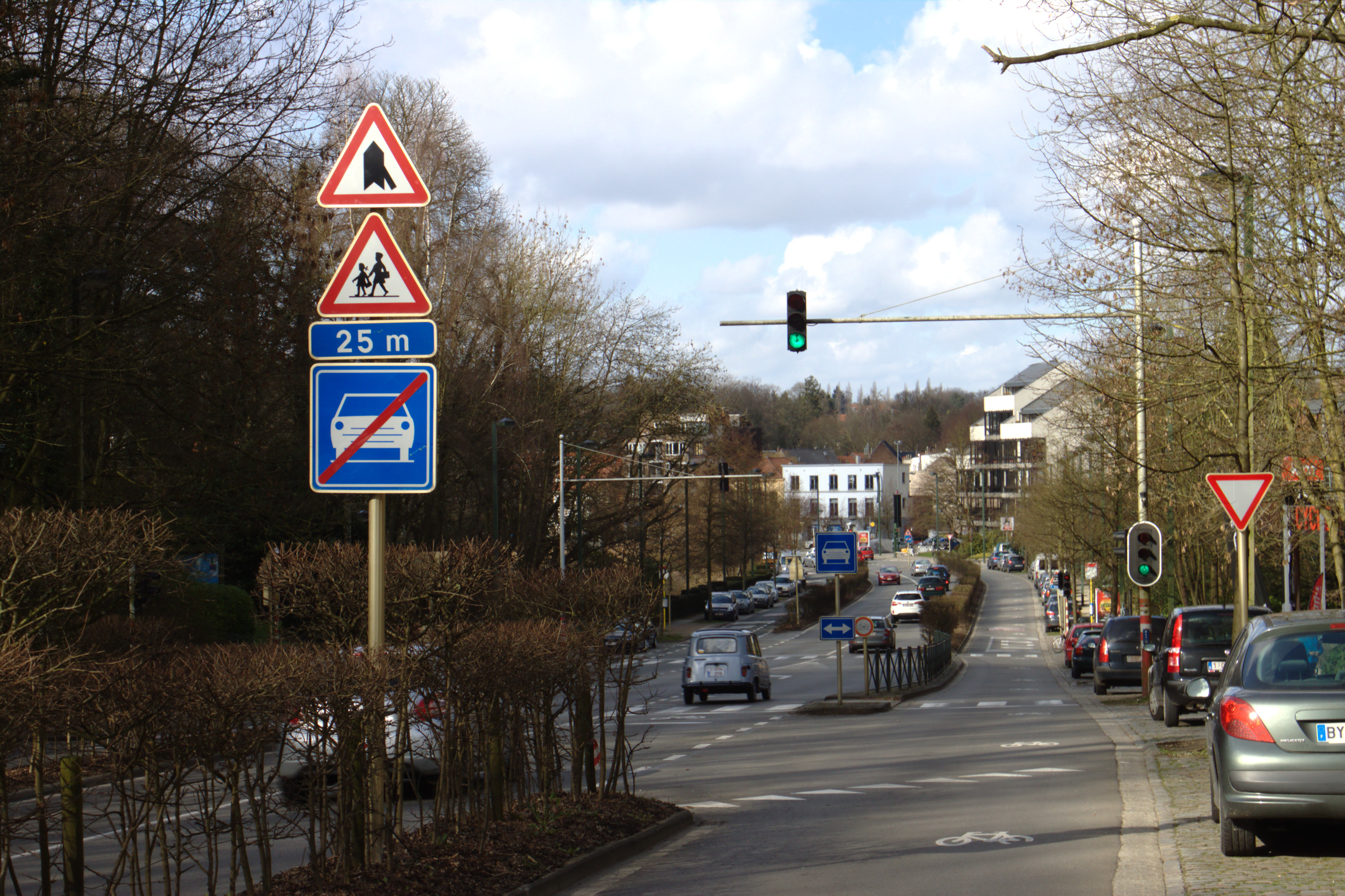
Verkeersborden en verkeerslichten in de Belgische hoofdstad Brussel

Het Verdrag van Wenen inzake verkeerstekens (Convention on Road Signs and Signals) is een internationaal verdrag, ondertekend in Wenen op 8 november 1968. Het verdrag is tot stand gekomen onder auspiciën van de Economische en Sociale Raad van de Verenigde Naties.
Met het verdrag is gepoogd om verkeerstekens verregaand uniform te maken, zodat ook ter plaatse onbekend verkeer deze eenvoudig kan begrijpen. Dit doel van uniformering was al nagestreefd in eerdere verdragen en conferenties, onder meer op het Internationale Wegencongres van 1908 in Rome en in het Verdrag van Genève van 30 maart 1931.

## Inhoud

### Verkeerstekens
In het verdrag wordt een onderscheid gemaakt tussen een aantal soorten verkeerstekens, namelijk:
- waarschuwingsborden
- voorrangsborden
- verbodsborden
- gebodsborden
- borden met bijzondere regelgeving
- informatie- en serviceborden
- richtinggevende borden
- toegevoegde borden

Van al deze soorten borden geeft het verdrag enkele algemene principes, terwijl de verdragsstaten verder min of meer vrij zijn deze borden in te vullen. Een vastgelegd algemeen principe is dat een waarschuwingsbord de vorm heeft van een driehoek met de punt naar boven, dat dit een rode rand heeft en een witte of gele achtergrond. De inhoud van de waarschuwingen is echter maar zeer beperkt vastgelegd. Voor dat laatste zijn de waarschuwingen ook te divers; van ijsberen op Spitsbergen tot apen in Gibraltar. Een ander in het verdrag vastgelegd principe is de vormgeving van verbodsborden als ronde borden met een rode rand en een witte of gele basiskleur. Ook het bord om het einde van het verbod aan te geven is in het verdrag vastgelegd.

### Bewegwijzering
Op bewegwijzering gaat het verdrag maar nauwelijks in. Er worden een paar voorbeelden gegeven van wegwijzers, maar er wordt geen vorm vastgelegd. Als enige regel is vastgelegd dat tekst en achtergrond moeten contrasteren. De kleur rood mag slechts bij uitzondering worden gebruikt en mag nooit domineren. De basiskleuren geel en oranje zijn voorgeschreven voor tijdelijke situaties: wegwerkzaamheden en omleidingen. Voor autosnelwegen is de basiskleur groen of blauw voorgeschreven. 
Deze beperkte uniformering heeft ertoe geleid dat landen in Europa grotendeels hun eigen plan hebben getrokken bij het ontwerpen van hun bewegwijzering, waardoor ieder land niet alleen zijn eigen manier van doelenkeuze heeft, maar ook verschillende betekenis toekent aan de verschillende kleuren op de bewegwijzering.
Het verdrag geeft daarbij enkele algemene principes omtrent leesbaarheid, plaatsing van wegwijzers en taalgebruik op wegwijzers. Het bepaalt wat dat laatste betreft onder meer dat het opschrift van de borden in Latijns schrift moet zijn, naast het eventuele opschrift in het eigen schrift.

### Wegmarkeringen
Ten slotte gaat het verdrag nog in op wegmarkeringen. Als algemene regel bepaalt het verdrag dat de verdragsstaten de verkeerstekens als vastgelegd in het verdrag dienen te implementeren. Waar het verdrag een keuze laat tussen meerdere varianten (verschillende kleuren, verschillende verkeerstekens), dient de verdragsstaat een keuze te maken en slechts een van de gelaten mogelijkheden te gebruiken.

## Verdragsstaten en nut
Het Verdrag van Wenen is zowel binnen Europa als daarbuiten door een groot aantal staten ondertekend. Voor Nederland is het op 8 november 2008 in werking getreden, nadat met de instelling van het RVV 1990 de wetgeving was aangepast zodat toetreding mogelijk werd. Net als vele andere staten heeft men wel enkele voorbehouden gemaakt: verklaringen dat zij zich aan een of meerdere bepalingen in het verdrag niet gebonden achten. Het verdrag laat toe dat dergelijke voorbehouden worden gemaakt.
Een voorbeeld van zo'n voorbehoud is het voorbehoud dat Nederland heeft gemaakt inzake het gebruik van snelheidsaanduidingen zonder rode rand op matrixborden, waar het verdrag die rode rand wel voorschrijft.
Door deze voorbehouden moet worden gesteld dat het Verdrag van Wenen niet kan worden gezien als een serie harde volkenrechtelijk afdwingbare verplichtingen. Niet voor niets hebben de Verenigde Naties voor zover bekend nog nooit een verdragsstaat aangesproken vanwege niet-nakoming. Het verdrag kan wellicht beter worden gezien als grensoverschrijdende richtlijn omtrent vorm en inhoud van verkeerstekens, waar landen zich wel of niet aan kunnen houden - of zij nou verdragspartij zijn of niet. In deze laatste zin kan het verdrag als een groot succes worden beschouwd. Op het Europese continent en ver daarbuiten houden landen zich aan het Verdrag van Wenen. Toch bestaat hierop een belangrijke uitzondering: In de Verenigde Staten wijken de verkeersborden en -tekens duidelijk af van de rest van de wereld, ze zijn gebaseerd op het Manual on Uniform Traffic Control Devices. Ook de rest van Noord- en Zuid-Amerika gebruikt verkeerstekens die gebaseerd zijn op deze afwijkende vormen.

Landen die de conventie inzake verkeerstekens hanteren.
In donkergroen partijen die het verdrag hebben geratificeerd
In lichtgroen partijen die het hebben ondertekend maar (nog) niet geratificeerd
In donkerblauw de landen van de Ontwikkelingsgemeenschap van Zuidelijk Afrika (SADC) die de SADC-RTSM toepassen (die wel enigszins afwijkt van het Verdrag van Wenen)

De verdragsstaten op dit moment (al dan niet met voorbehouden) zijn:
- Albanië
- Armenië
- Azerbeidzjan
- Bahama's
- Bahrein
- België
- Bosnië en Herzegovina
- Brazilië
- Bulgarije
- Centraal-Afrikaanse Republiek
- Congo-Kinshasa
- Cuba
- Denemarken
- Duitsland
- Estland
- Filipijnen
- Finland
- Frankrijk
- Georgië
- Griekenland
- Hongarije
- India
- Irak
- Iran
- Israël
- Italië
- Ivoorkust
- Kazachstan
- Kirgizië
- Koeweit
- Kroatië
- Letland
- Liberia
- Litouwen
- Luxemburg
- Noord-Macedonië
- Marokko
- Moldavië
- Monaco
- Mongolië
- Montenegro
- Nederland
- Niger
- Noorwegen
- Oekraïne
- Oezbekistan
- Oostenrijk
- Pakistan
- Paraguay
- Polen
- Roemenië
- Rusland
- San Marino
- Senegal
- Servië
- Seychellen
- Sierra Leone
- Slovenië
- Slowakije
- Sri Lanka
- Suriname
- Tadzjikistan
- Tsjechië
- Tunesië
- Turkmenistan
- Verenigde Arabische Emiraten
- Zimbabwe
- Zuid-Afrika
- Zweden
- Zwitserland

België heeft het verdrag direct in 1968 ondertekend maar pas in 1988 geratificeerd. Nederland heeft het verdrag niet ondertekend en is pas in 2007 toegetreden.